# Andor Szanyi
Andor Szanyi (* 1. August 1964 in Mezőcsát) ist ein ehemaliger ungarischer Gewichtheber.

## Karriere
Szanyi gewann bei den Weltmeisterschaften 1985 mit 415,0 kg die Goldmedaille in der Klasse bis 100 kg. Bei den Weltmeisterschaften 1986 und 1987 gewann er jeweils Bronze. 1988 wurde er bei den Olympischen Spielen zuerst Zweiter. Nachdem er aber bei der Dopingkontrolle positiv auf Stanozolol war, wurde er für zwei Jahre gesperrt und die Silbermedaille aberkannt. An den Olympischen Spielen 1992 nahm er ohne Erfolg teil.